# Robin Bourlet
Robin Bourlet est un réalisateur français né le 23 avril 2004 à Arnas dans le Rhône.

## Biographie

### Jeunesse et formation
Robin Bourlet est passionné de cinéma depuis l'enfance, il commence l'audiovisuel avec la caméra de son frère et de sa sœur en filmant des petits courts métrages.
Il fait son collège au Centre scolaire Notre-Dame-de-Mongré à Villefranche-sur-Saône, puis son lycée au Lycée Notre-Dame de Bel Air à Tarare.
En 2020, il réalise son premier court métrage de fiction Pupille Noire après avoir cofondé en 2019, l'association Obelus Production, avec qui il réalise son premier long métrage Dessine-moi une planète. Il rejoint la SRF en 2022.

En 2022, il remporte le prix du second meilleur film et de la meilleure réalisation au 48 Hour Film Project de Lyon pour Rien ne sert de courir puis il remporte le prix du second meilleur film et le prix du public au 48 Hour Film Project de Rennes pour Faites comme chez moi.

## Filmographie
Sauf indication contraire, les informations mentionnées dans cette section peuvent être confirmées par les bases de données cinématographiques IMDb et Allociné,  présentes dans la section « Liens externes ».

### Acteur

#### Longs métrages
- 2022 : Dessine-moi une planète de Léo Riehl et lui-même : Le fêtard
- 2024 : Naufrage de lui-même : Le réalisateur

#### Courts métrages
- 2020 : Pupille Noire de lui-même : Tristan
- 2021 : Aaron de Léa Bacoup : Aaron
- 2022 : Monsieur le Directeur de Jérémie Baré et lui-même : Lucien
- 2022 : De l'autre côté de Mélody Rondenet et Laurine Sillon : Adam
- 2022 : Write Wrote Written de lui-même : Le petit garçon
- 2023 : Page Blanche de lui-même : M. Jackson
- 2023 : Bilatérale de Melvinn Bal, Evana Simonovici et lui-même
- 2023 : Antigone : L'indissociable (48hfp Lyon 2023) de lui-même : Narrateur

### Réalisateur

#### Longs métrages
- 2022 : Dessine-moi une planète (Co-réalisé avec Léo Riehl)
- 2024 : Naufrage

#### Courts métrages
- 2020 : Patient Zéro (48hfp Lyon 2020)
- 2020 : Pupille Noire
- 2021 : Sur le fil
- 2021 : Les désaccordés (48hfp Rennes 2021)
- 2021 : Chère Humaine (48hfp Lyon 2021)
- 2022 : Monsieur le Directeur (Co-réalisé avec Jérémie Baré)
- 2022 : Write Wrote Written
- 2023 : Page Blanche
- 2023 : Rien ne sert de courir (48hfp Lyon 2022)
- 2023 : Faites comme chez moi (48hfp Rennes 2022)
- 2023 : Bilatérale (Co-réalisé avec Melvinn Bal et Evana Simonovici)
- 2023 : Peanuts (48hfp Londres 2023)
- 2023 : Rémy 100 famille (48hfp Londres 2023)
- 2023 : Ma courgette (48hfp Nouvelle-Aquitaine 2023)
- 2023 : Calisto (48hfp Rennes 2023)
- 2023 : Antigone : L'indissociable (48hfp Lyon 2023)

#### Séries
- 2024 : Le Jour du Cookie

### Scénariste

#### Longs métrages
- 2024 : Naufrage

#### Courts métrages
- 2020 : Patient Zéro (48hfp Lyon 2020) (Co-écrit avec Obelus Production)
- 2020 : Pupille Noire
- 2021 : Sur le fil
- 2021 : Les désaccordés (48hfp Rennes 2021) (Co-écrit avec Mathieu Capella)
- 2022 : Chère Humaine (48hfp Lyon 2021) (Co-écrit avec Achen, Jérémie Baré, Camille Picazo et Chloé Steu)
- 2022 : Write Wrote Written
- 2023 : Page Blanche
- 2023 : Rien ne sert de courir (48hfp Lyon 2022) (Co-écrit avec Jérémie Baré, Jannis Boulard, Mathieu Capella et Camille Picazo)
- 2023 : Faites comme chez moi (48hfp Rennes 2022)
- 2023 : Bilatérale (Co-écrit avec Melvinn Bal et Evana Simonovici)
- 2023 : Peanuts (48hfp Londres 2023) (Co-écrit avec Jérémie Baré, Léo Riehl et Evana Simonovici)
- 2023 : Rémy 100 famille (48hfp Londres 2023) (Co-écrit avec Jérémie Baré et Léo Riehl)
- 2023 : Ma courgette (48hfp Nouvelle-Aquitaine 2023) (Co-écrit avec Jérémie Baré)
- 2023 : Calisto (48hfp Rennes 2023) (Co-écrit avec Melvinn Bal et Maé Roudet--Rubens)
- 2023 : Antigone : L'indissociable (48hfp Lyon 2023) (Co-écrit avec Mathieu Capella et Jérémie Baré)

#### Séries
- 2024 : Le Jour du Cookie (Co-écrit avec Léo Riehl et Arnaud Dezit)

### Directeur de la photographie
- 2022 : Baston, Si t'enlèves la cédille ça fait baston de Melvinn Bal
- 2024 : Dernier Casse de Melvinn Bal